# Suazilândia nos Jogos Olímpicos de Verão de 2000
Suazilândia participou dos Jogos Olímpicos de Verão de 2000 em Sydney, Austrália.